# Oculina arbuscula
Oculina arbuscula is een rifkoralensoort uit de familie van de Oculinidae. De wetenschappelijke naam van de soort is voor het eerst geldig gepubliceerd in 1864 door Agassiz.